# Zog I de Albania
Ahmet Muhtar Zogolli (Castillo de Burgajet, 8 de octubre de 1895 - Suresnes, Francia, 9 de abril de 1961) fue un político albanés, primero presidente de su país y después rey con el nombre de Zog I.

## Biografía

### Vida política
Zog era hijo de Xhemal Pasha Zogu, un importante miembro de la aristocracia albanesa que colaboraba con el Imperio Otomano. Su padre era Gobernador Hereditario de Matit, y Ahmet Zogu le sucedió en dicho puesto cuando murió, en 1908, después de lo cual pasó a Estambul para entrenarse como oficial del ejército otomano. Su madre fue la segunda esposa de su padre, Sadije Toptani. En 1922, el propio Ahmet cambió oficialmente su apellido de Zogolli, de origen turco-otomano (derivado del sufijo -oğlu, que significa "hijo de"), por Zogu, que en albanés significa "pájaro", como parte de un proceso de albanización de los nombres y en consonancia con el sentimiento nacionalista de la época.
Durante la Primera Guerra Mundial combatió en los ejércitos de Austria y quedó prisionero brevemente en Italia al acabar la contienda en noviembre de 1918. No obstante, poco después logró retornar a Albania, convirtiéndose en el líder de la administración nativa y evitando que este país fuera anexionado a Yugoslavia o Grecia. Reconocida la independencia albanesa por Gran Bretaña y Francia, Zogu se convirtió en el líder del Partido Reformista Popular y tuvo puestos ministeriales desde 1920 hasta que fue forzado a exiliarse en junio de 1924 cuando otros miembros de la élite local intrigaron para ocupar el gobierno. No obstante, Zogu había conocido en el ejército a Constantino Spanchis nacido en Elbasan, con quien estableció una fuerte amistad estando ambos prisioneros en Italia. Zogu desde el exterior encomendó a Constantino Spanchis desbaratar la intriga, y así con la ayuda del gobierno yugoslavo poder regresar a Albania cosa que hizo en diciembre de ese mismo año, imponiéndose como líder político del país.
En 1925 fue nombrado primer ministro y luego Presidente de Albania, tratando de imponer estabilidad política en el país. Al no tener competidores por el poder, Zogu empezó a copar la administración pública con partidarios suyos, estableciendo un régimen personalista y crecientemente autoritario. No obstante, Zogú logró establecer instituciones estatales tratando de establecer un Estado unificado y sólido en Albania, superando así el carácter casi feudal del país. Cabe destacar que desde hacía siglos Albania era una mezcla de dispersos señoríos hereditarios al mando de un aristócrata local y el régimen de Zogú planificaba convertir estos feudos en base de un Estado moderno.

### Rey de Albania

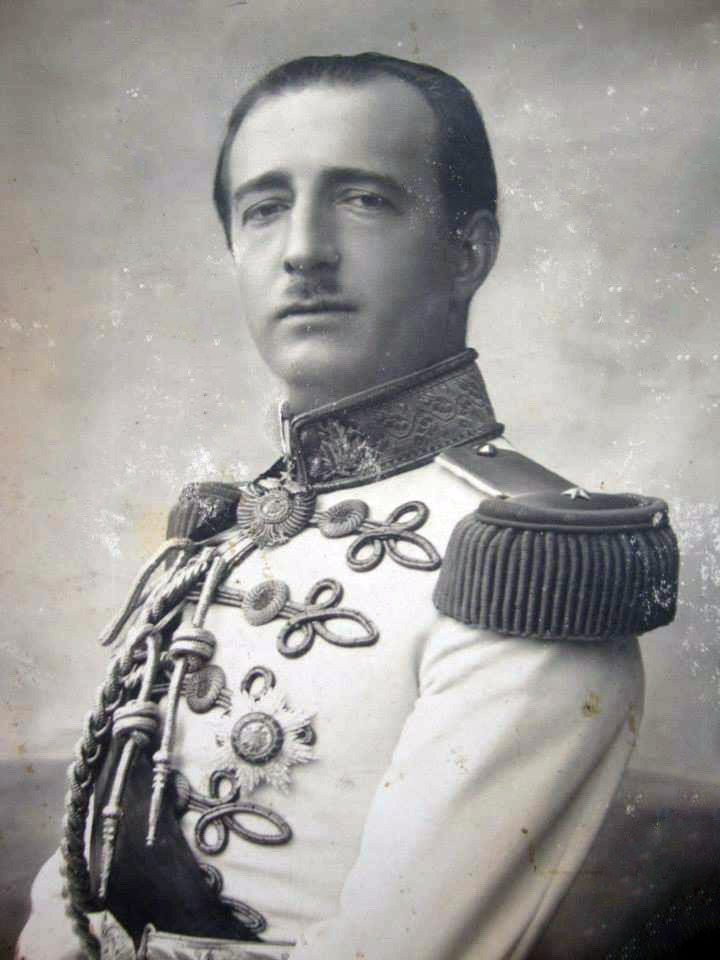
El rey Zog I de Albania vestido de militar.

Tras unos años de régimen parlamentario, Zogu logró presionar a la Asamblea Nacional Albanesa para que la república se transformase en una monarquía, proclamando al propio Zogu como rey el 1 de septiembre de 1928, con el nombre de Zog I. El rey Zog dio por terminado un período de turbulencia política y el país gozó de una relativa tranquilidad bajo su régimen, donde el nuevo monarca trató de dinamizar la economía albanesa y de mantener la estabilidad pese a los conflictos de poder entre las élites aristocráticas de los clanes que formaban la estructura social del país, buscando el equilibrio entre los hablantes de las variantes tosk y gheg del idioma albanés.
Desde antes de proclamarse la monarquía, Zogu había comenzado su acercamiento con Italia, con la intervención de su amigo Constantino Spanchis Bellani, cuya madre pertenecía a la aristocracia italiana. Esto lo llevó a firmar un tratado de amistad en 1925 y en 1927 un tratado de alianza defensiva con Mussolini, pactos que terminaron por poner a Albania bajo el control absoluto de Italia.
Conforme avanzaba la década de 1930, Zog I se hizo muy dependiente del apoyo financiero italiano, al punto que las principales industrias del país estaban bajo control de firmas italianas, que dominaban también la incipiente banca y el comercio exterior de Albania. La influencia italiana llegó al extremo que oficiales del Regio Esercito italiano se hallaban establecidos en Albania como asesores militares, con acceso completo a los planes de defensa del país. Zog contrajo matrimonio con la aristócrata húngara Géraldine Apponyi, condesa de Nagy-Apponyi, el 27 de abril de 1938.

### Derrocamiento y exilio

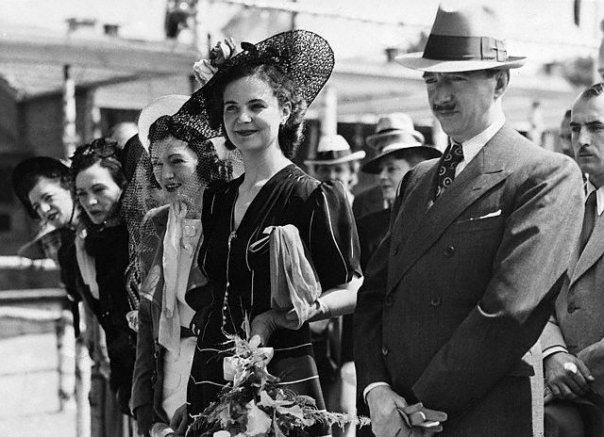
El rey Zog I junto a su esposa Geraldina de Albania (Suecia, 1939).

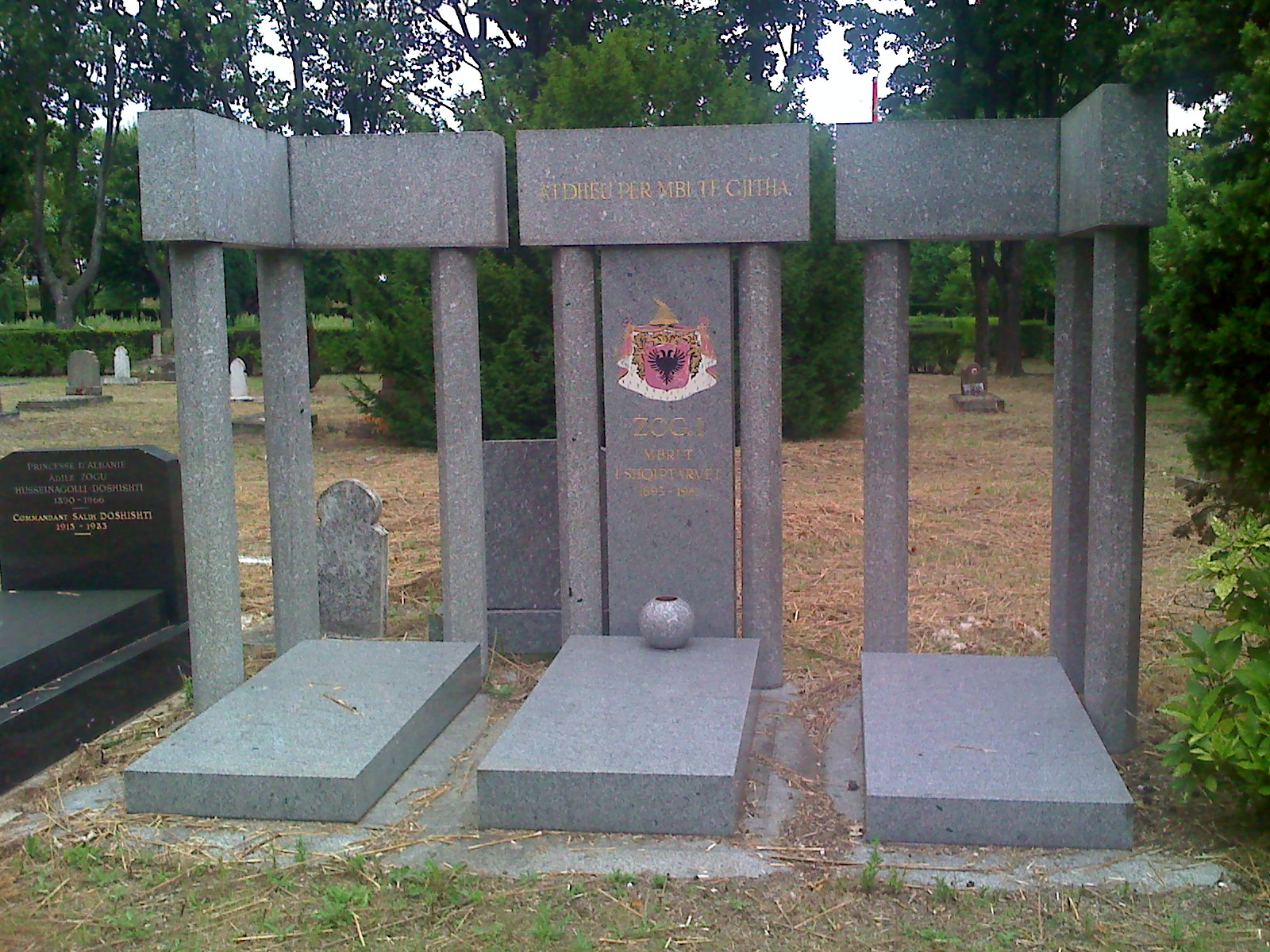
Anterior tumba del Rey Zog en el Cementerio de Thiais.

Poco tiempo después de la boda real, la reina Geraldine quedó embarazada, siendo evidente que el nacimiento de un heredero fortalecería a la dinastía de Zogu. Pese al dominio italiano sobre la economía albanesa, el dictador fascista Benito Mussolini proyectó un ataque militar contra Albania para tomar el control del país y colocar a Italia en "pie de igualdad" con el Tercer Reich, que para esa fecha ya había subyugado a Austria y Checoslovaquia ante la impotente mirada de Mussolini.
El 5 de abril de 1939 se difundió la noticia del nacimiento en Tirana del heredero albanés, el príncipe Leka. Ante esta noticia, Mussolini ordenó lanzar la inmediata invasión de Albania, la cual empezó en la madrugada del 7 de abril. Zog I escapó del país esa misma tarde, al apreciarse que era inútil toda resistencia armada. Las fuerzas armadas albanesas, constituidas por 13 000 hombres, infiltradas por docenas de oficiales italianos, y dotadas de tan solo dos aviones, no pudieron resistir el embate de las fuerzas italianas superiores en número y armamento. En la tarde del 9 de abril los italianos habían ocupado todo el país, sin seria lucha, y semanas después Albania fue anexionada a Italia.
Cuando huyó al exilio, Zog I se llevó una gran parte de las reservas de oro del país y se estableció en Londres. Desconectado de la resistencia albanesa contra los italianos, solo pudo observar pasivamente desde el exilio cómo los partisanos albaneses de Enver Hoxha tomaban el poder en Albania a fines de 1944 y abolían la monarquía. Fue depuesto en ausencia en el año 1946, prohibiéndose su retorno al país bajo pena de muerte.
No obstante Zog mantuvo el título de rey en el destierro, reconocido como tal por los albaneses exiliados y opuestos al régimen comunista. Poco después de acabar la guerra, el exrey Zog se estableció en París con su familia.
Zog I murió en 1961 en Suresnes, en las cercanías de París. Un grupo de albaneses exiliados proclamaron rey a su hijo Leka de Albania en París. Su esposa, nacida en Buda (Hungría) en 1915, murió en 2002 en Tirana.
El 17 de noviembre de 2012 sus restos mortales son trasladados a Albania, en el mausoleo en el que también reposan su esposa, su hijo y su nuera.

## Títulos, tratamientos y distinciones honoríficas

### Título y tratamiento
| ● 1 de agosto de 1928-7 de abril de 1939: | Su Majestad Rey Zog I |

### Distinciones honoríficas albanesas
- Soberano Gran maestre de la Orden de Skanderbeg.
- Soberano Gran maestre de la Orden de la Fidelidad.
- Soberano Gran maestre de la Orden Militar de la Valentía.
- Orden de la Bandera Nacional [a título póstumo] (17/11/2012).[3]

### Distinciones honoríficas extranjeras
- Caballero comandante de la Imperial Orden de Francisco José ( Imperio austrohúngaro, 01/1917).[4]
- Caballero gran cruz de la Orden de la Legión de Honor ( República Francesa, 1926).
- Caballero de la Suprema Orden de la Santísima Anunciación ( Reino de Italia, 14/12/1928).[5]
- Caballero gran cruz de la Orden de los Santos Mauricio y Lázaro ( Reino de Italia, 14/12/1928).
- Caballero gran cruz de la Orden de la Corona de Italia ( Reino de Italia, 14/12/1928).
- Caballero gran collar de la Orden de Carol I ( Reino de Rumanía, 1928).
- Caballero gran cordón de la Orden de Leopoldo ( Reino de Bélgica, 04/11/1929).
- Caballero gran cruz de la Orden de San Esteban de Hungría ( Imperio austrohúngaro, 1938).
- Caballero gran cruz de la Orden Nacional del Mérito Civil ( Reino de Bulgaria).
- Caballero de la Orden del Águila Blanca ( Polonia República de Polonia).
- Caballero de la Orden del León de Oro de Nassau ( Gran Ducado de Luxemburgo).
- Caballero gran cruz de la Orden del Redentor ( Reino de Grecia).
- Caballero gran cruz de la Orden de la Estrella de Karađorđević ( Reino de Yugoslavia).
- Gran estrella de la Orden al Mérito de la República de Austria ( República de Austria).
- Caballero de primera clase de la Orden del León Blanco ( Checoslovaquia).
- Caballero gran collar de la Orden de Mehmet Alí ( Reino de Egipto).

## Ancestros
|  |                                           |  |  |  |  |  |  |  |  |  |  |  |  |  |  |  |
|  | 8. Mahmud Pasha Zogu, Gobernador de Matit |  |  |  |  |  |  |  |  |  |  |  |  |  |  |  |
|  |                                           |  |  |  |  |  |  |  |  |  |  |  |  |  |  |  |
|  |                                           |  |  |  |  |  |  |  |  |  |  |  |  |  |  |  |
|  | 4. Xhelal Pasha Zogu, Gobernador de Matit |  |  |  |  |  |  |  |  |  |  |  |  |  |  |  |
|  |                                           |  |  |  |  |  |  |  |  |  |  |  |  |  |  |  |
|  |                                           |  |  |  |  |  |  |  |  |  |  |  |  |  |  |  |
|  | 2. Xhemal Pasha Zogu, Gobernador de Matit |  |  |  |  |  |  |  |  |  |  |  |  |  |  |  |
|  |                                           |  |  |  |  |  |  |  |  |  |  |  |  |  |  |  |
|  |                                           |  |  |  |  |  |  |  |  |  |  |  |  |  |  |  |
|  | 10. Kapllan Pasha, Gobernador de Tirana   |  |  |  |  |  |  |  |  |  |  |  |  |  |  |  |
|  |                                           |  |  |  |  |  |  |  |  |  |  |  |  |  |  |  |
|  |                                           |  |  |  |  |  |  |  |  |  |  |  |  |  |  |  |
|  | 5. Ruhijé Halltuni                        |  |  |  |  |  |  |  |  |  |  |  |  |  |  |  |
|  |                                           |  |  |  |  |  |  |  |  |  |  |  |  |  |  |  |
|  |                                           |  |  |  |  |  |  |  |  |  |  |  |  |  |  |  |
|  | 1. Zog I de Albania                       |  |  |  |  |  |  |  |  |  |  |  |  |  |  |  |
|  |                                           |  |  |  |  |  |  |  |  |  |  |  |  |  |  |  |
|  |                                           |  |  |  |  |  |  |  |  |  |  |  |  |  |  |  |
|  | 6. Salah Bey Toptani                      |  |  |  |  |  |  |  |  |  |  |  |  |  |  |  |
|  |                                           |  |  |  |  |  |  |  |  |  |  |  |  |  |  |  |
|  |                                           |  |  |  |  |  |  |  |  |  |  |  |  |  |  |  |
|  | 3. Sadijé Toptani                         |  |  |  |  |  |  |  |  |  |  |  |  |  |  |  |
|  |                                           |  |  |  |  |  |  |  |  |  |  |  |  |  |  |  |
|  |                                           |  |  |  |  |  |  |  |  |  |  |  |  |  |  |  |
|  | 7. Annijé Toptani                         |  |  |  |  |  |  |  |  |  |  |  |  |  |  |  |
|  |                                           |  |  |  |  |  |  |  |  |  |  |  |  |  |  |  |
|  |                                           |  |  |  |  |  |  |  |  |  |  |  |  |  |  |  |